# قلويد
القلويد (بالإنجليزية: alkalide)‏ هو مركب كيميائي أيوني تكون فيه الفلزات القلوية هي الحاملة للشحنة الكهربائية السالبة (الأنيونات). كان يظن في الماضي أن الفلزات القلوية تشكل كاتيونات فقط (حاملة للشحنة الكهربائية الموجبة) إلى أن اكتشفت مركبات القلويد؛ وهي مركبات مهمة ونادرة، إذ يتم الحصول عليها مخبرياً فقط، فعلى سبيل المثال ثم التمكن من الحصول مخبرياً على قلويد من الصوديوم (ناتريد أو صوديد) −Na يحوي على فلز قلوي ترابي من الباريوم ككاتيون.

## الأنماط
اكتشفت القلويدات المعروفة في سبعينات القرن العشرين، وهي: من الصوديوم: −Na ناتريد (أو صوديد)؛ ومن البوتاسيوم: −Ka كاليد (أو بوتاسيد)؛ ومن الروبيديوم: −Rb روبيديد؛ ومن السيزيوم: −Cs سيزيد. في حين أنه لم يتمكن إلى الآن من عزل قلويد من عنصر الليثيوم.
تعد مركبات القلويدات وثيقة الصلة بأنواع أخرة تسمى الإلكتريدات، وهي أملاح تكون فيه الإلكترونات الحاملة للشحنة السالبة في المركب.

## أمثلة
من القلويدات النمطية ملح ناتريد الصوديوم −Na(2,2,2-crypt)]+Na]، وهو مركب يحوي على كل من أنيون −Na وكاتيون الصوديوم +Na. يقوم مركب كريبتاند بعزل وتثبيت الشحنة الموجبة على الصوديوم مانعاً اختزالها من قبل الناتريد −Na.
كما تم الحصول على ملح −H+Na وهو معاكس في بنيته لمركب هيدريد الصوديوم.
عادةً ما تكون القلويدات غير مستقرة حرارياً بسبب التفاعلية العالية لأنيونات القلويدات، والتي هي نظرياً قادرة على تحطيم الروابط الكيميائية التساهمية بما فيها C–O في الإيثرات التاجية أو الكريبتاند الإيثري فقط. في حين أن مركبات كريبتاند الأمينية مكّنت من عزل أملاح الناتريد والكاليد المستقرة والثابتة في درجة حرارة الغرفة.

## اقرأ أيضاً
- إلكتريد
- كريبتاند
- إيثر تاجي